# Nordre Repøya
Nordre Repøya est l'île la plus au nord du groupe des Repøyane en Terre d'Orvin dans le Nordaustlandet au Svalbard. 
Elle est séparée de Søre Repøya par le détroit de Poortsundet. 
Elle a été nommée en hommage au baleinier néerlandais Outger Rep auteur d'une carte du Spitzberg avec Cornelis Giles vers 1710.